# Станислав Абаджиев
Станислав Абаджиев е български ентомолог, доцент.

## Биография
Роден е на 16 март 1964 г. в Кюстендил. През 1982 г. завършва Окръжната математическа гимназия в родния си град, а през 1991 г. – магистратура по ентомология в Софийския университет. През 1999 г. защитава докторска дисертация на тема „Зоогеография на пеперудите от надсемейства Hesperioidea и Papilionoidea в България (Insecta: Lepidoptera)“ в Института по зоология при Българска академия на науките. Осъществява научни изследвания в Природонаучния музей в Лондон (2001, 2004), Националния музей по естествена история в Париж (2003) и Националния природонаучен музей във Вашингтон (2004). Участва в научни експедиции – Карелското крайбрежие, северно от полярния кръг, Русия (1991), Албания (1994, 1995), Турция, през Анадола и системата Тавър до Понтийските планини (1996). Главен редактор е на списание Historia naturalis bulgarica.